# Still in Love with You (Thin Lizzy)
"Still in Love with You" is een nummer van de Ierse band Thin Lizzy. Het nummer werd uitgebracht als de vierde track op hun album Nightlife uit 1974.

## Achtergrond
"Still in Love with You" is geschreven door zanger Phil Lynott en geproduceerd door Lynott en Ron Nevison. Volgens gitarist Gary Moore was het nummer, dat in maart 1974 werd opgenomen, een combinatie van twee nummers; "Still in Love with You" van Lynott en "I'll Help You See It Through" van hemzelf, waar hij al een aantal jaren aan had gewerkt. Een maand na de opname verliet Moore de groep, waardoor het nummer op het album Nightlife enkel aan Lynott werd toegeschreven.
De demoversie van "Still in Love with You" was een van de opnamen waarmee de groep een platencontract kreeg bij Phonogram Records, toen Moore al was vervangen door Brian Robertson en Scott Gorham. Op de Nightlife-versie van het nummer zingt Lynott het in een duet met Frankie Miller. Robertson weigerde de gitaarsolo opnieuw op te nemen, omdat hij vond dat deze niet beter kon. Hij beschouwt het als zijn belangrijkste nummer, aangezien hij op de bekendste versie (op het livealbum Live and Dangerous) meedeed, en stond niet toe dat het van de setlist verwijderd zou worden. Liveversies werden uitgebracht op de B-kanten van de singles "Thunder and Lightning" uit 1983 en "Dedication" uit 1991, en een opnieuw opgenomen versie werd in 1985 uitgebracht op de B-kant van de single "Out in the Fields" van Moore en Lynott.
"Still in Love with You" werd nooit uitgebracht als single, maar groeide desondanks uit tot een van de populairste nummers van Thin Lizzy. Zo stond het in Nederland tweemaal genoteerd in de Radio 2 Top 2000. Daarnaast werd het in 2011 gecoverd door de R&B/soulgroep Sade op hun compilatiealbum The Ultimate Collection, die de zesde plaats in de Amerikaanse jazzhitlijsten behaalde.

## NPO Radio 2 Top 2000
| Nummer met noteringen in de NPO Radio 2 Top 2000 | '16  | '17  |
| ------------------------------------------------ | ---- | ---- |
| Still in Love with You                           | 1701 | 1682 |

1. ↑  Een vetgedrukt getal geeft de hoogste notering aan.
2. ↑  2016 was het eerste jaar met een notering voor dit nummer.
3. ↑  Deze tabel is bijgewerkt tot en met de laatste editie (2024).